# William Walker
William Walker (ur. 8 maja 1824, zm. 12 września 1860) – amerykański lekarz, prawnik i najemnik, który zorganizował kilka prywatnych inwazji na kraje Ameryki Środkowej. Samozwańczy prezydent Nikaragui w latach 1856–1857, został skazany na karę śmierci przez rząd Hondurasu.

## Życiorys

### Młodość
Pochodził z rodziny o szkockich korzeniach. Urodził się w Nashville w Tennessee. Ukończył naukę na uniwersytecie w tym samym mieście, w wieku zaledwie 14 lat. Później podróżował po całej Europie, studiując jednocześnie medycynę na Uniwersytetach w Edynburgu i Heidelbergu. W wieku 19 lat zdobył zawód lekarza na „University of Pennsylvania”. Krótko praktykował w Filadelfii. Następnie udał się do Nowego Orleanu aby studiować tam prawo.
Po krótkim epizodzie jakim była praca w roli prawnika został współredaktorem lokalnej gazety. W 1849 r. przeprowadził się do San Francisco, gdzie pracował jako dziennikarz, uczestniczył tam także w trzech pojedynkach, w których dwukrotnie został ranny. W tym czasie wpadł także na pomysł podbicia na własną rękę rozległych obszarów Ameryki Łacińskiej, gdzie miano by stworzyć od nowa państwa rządzone przez białych i angielskojęzycznych władców.

### Republika Dolnej Kalifornii
15 października 1853 r. z zaledwie 45 ludźmi Walker wyruszył na swoją pierwszą ekspedycję, której celem było podbicie meksykańskiego terytorium – Półwyspu Kalifornijskiego oraz stanu Sonora. Wyprawa zakończyła się sukcesem, zdobyto między innymi La Paz na rzadko zaludnionym Baja California, miasto to stało się stolicą nowo utworzonej republiki o nazwie Republika Dolnej Kalifornii. Prezydentem nowego państwa został oczywiście Walker. Mimo że amerykańscy awanturnicy nigdy nie zdołali wejść w posiadanie Sonory, to wkrótce nazwę republiki zmieniono na Republikę Sonory. Jednak wkrótce problemy z zaopatrzeniem i silny opór rządu meksykańskiego sprawiły, że Walker musiał ratować się ucieczką do USA. Po powrocie wytoczono mu proces o wszczęcie nielegalnego konfliktu zbrojnego. Jednak ze względu na popularność tzw. „wypraw filibustierskich” (tak nazywano ekspedycje zmierzające do podbicia terytoriów poza USA) w południowych i zachodnich stanach został on uniewinniony przez ławę przysięgłych po zaledwie 8 minutach.

### Nikaragua
W tym czasie w Nikaragui rozgorzała wojna domowa, rebelianci wynajęli na swoje usługi m.in. Walkera. Unikając władz federalnych, które usiłowały powstrzymać jego awanturniczą wyprawę, Walker wymknął się z San Francisco 4 maja 1855 r. na żaglowcu. Towarzyszyło mu tylko 58 ludzi, których miało wesprzeć 170 miejscowych żołnierzy oraz dalszych 100 Amerykanów, którzy mieli wylądować później. 1 września jego mała armia pokonała nikaraguańskie siły rządowe pod La Virgen, a miesiąc później wkroczyła do stolicy kraju w Granadzie, obejmując tym samym kontrolę nad całym państwem. Jako wódz naczelny armii Walker sprawował rządy poprzez marionetkowego prezydenta Patricio Rivasa.
Pomimo oczywistego pogwałcenia prawa międzynarodowego przez amerykańskich najemników, prezydent USA Franklin Pierce uznał 20 maja 1856 r. nowy rząd Nikaragui za legalny. Agenci Walkera w tym czasie werbowali dalszych ludzi w Europie i USA na kolejne ekspedycje w celu podbicia reszty krajów środkowoamerykańskich, takich jak Gwatemala, Salwador, Honduras i Kostaryka. Dzięki sprawnie przeprowadzonej akcji werbunkowej, Walkerowi udało się zgromadzić pod swoimi rozkazami około tysiąca najemników, których za darmo przetransportowało przedsiębiorstwo „Accessory Transit Company”, kontrolowane przez Corneliusa Vanderbilta.
W tym czasie główna droga handlowa pomiędzy Nowym Jorkiem a San Francisco prowadziła poprzez południową Nikaraguę. Statki z Nowego Jorku i San Francisco wpływały na rzekę San Juan od strony Atlantyku, a następnie płynęły poprzez znajdujące się tam rozległe jezioro Nikaragua. Później ludzie oraz towary byli transportowani dyliżansami poprzez niewielki pas lądu w pobliżu miasta Rivas aż do osiągnięcia wybrzeża Oceanu Spokojnego, skąd już drogą morską odbywał się transport do San Francisco. Handlowa eksploatacja tej trasy była możliwa dzięki pozwoleniu udzielonemu przedsiębiorstwu Vanderbilta, Accessory Transit Company, przez poprzednią administrację nikaraguańską. Vanderbilt liczył, że dzięki Walkerowi uda mu się ustabilizować sytuację w tym niespokojnym kraju oraz doprowadzić do wybudowania linii kolejowej, łączącej obydwa wybrzeża. Jednak Walker stwierdził, iż firma Vanderbilta narusza poprzednie porozumienia i przyznał prawo do używania drogi handlowej konkurentom Vanderbilta – Charlesowi Morganowi i Corneliusowi Garrisonowi, którzy zaoferowali Walkerowi duże fundusze na wsparcie jego kampanii wojskowej, w zamian za kontrolę nad korytarzem międzyoceanicznym.
Vanderbilt, aby pokrzyżować te plany, naciskał na rząd amerykański, by ten cofnął swe uznanie dla reżimu Walkera. Sąsiedzi Nikaragui byli zaniepokojeni agresywnością amerykańskich najemników. Vanderbilt postanowił pomóc tym państwom sformować i wyszkolić nową armię, którą miała poprowadzić Kostaryka, przedsięwziął także szerokie działania, aby odciąć zaopatrzenie i dopływ nowych ludzi dla Walkera. Zapewniał dezerterom z jego armii darmowy transport z powrotem do USA.
W lipcu 1856 r. Walker obwołał siebie samego prezydentem Nikaragui po przeprowadzeniu pokazowych wyborów, w których nie miał żadnych konkurentów. Wiedząc, że jego pozycja jest coraz bardziej zagrożona, zaczął poszukiwać wsparcia południowców ze Stanów Zjednoczonych. Do tego celu miała posłużyć szeroka kampania propagandowa, ukazująca jego działania jako akcję zmierzającą do rozszerzenia niewolnictwa na nowych terytoriach. Na dowód tego odwołał nikaraguański edykt emancypacyjny z 1824 r., który zakazywał niewolnictwa. To posunięcie zwiększyło jego popularność na południu Stanów Zjednoczonych i przyciągnęło uwagę Pierre’a Soulé, wpływowego polityka z Nowego Orleanu, który rozpoczął kampanię mającą na celu zdobycie poparcia dla Walkera.
Jednak armia samozwańczego prezydenta zaczęła topnieć w oczach, głównie wskutek epidemii cholery oraz masowych dezercji. Z tego też względu nie stanowiła ona już poważnego zagrożenia dla armii koalicji państw Ameryki Środkowej. 1 maja 1857 r. Walker poddał się marynarce wojennej USA i został deportowany z powrotem do kraju. Po wylądowaniu w Nowym Orleanie został powitany jako bohater, natomiast on sam za swoją porażkę winił U.S. Navy. W ciągu 6 miesięcy zorganizował kolejną wyprawę, ale został aresztowany i znowu zawrócony do kraju. Akcja jego aresztowania przez marynarzy amerykańskich rozpętała szeroką dyskusję na temat bezprawności tego działania.

### Śmierć w Hondurasie
Po napisaniu książki na temat swojego pobytu w regionie Ameryki Środkowej (opublikowanej w 1860 r. „War in Nicaragua”), Walker jeszcze raz powrócił w ten rejon. Wylądował w porcie Trujillo w Hondurasie, wkrótce jednak został pojmany przez brytyjską marynarkę wojenną. Sprawowała ona kontrolę nad pobliskim Belize, natomiast sama Wielka Brytania planowała budowę kanału, łączącego obydwa oceany, a zamiary Walkera były dla tej budowy zagrożeniem. Dlatego też postanowiono go wydać władzom Hondurasu, które nakazały jego rozstrzelanie.
Walker w chwili śmierci miał 36 lat, został pochowany w Trujillo.

## W kulturze
Prawdziwa biografia Walkera przedstawiona jest w filmie Walker z 1987 roku, natomiast w filmie Queimada z 1970 roku, choć pojawia się on, wydarzenia są fikcyjne.